# Mr. Bungle
Mr. Bungle – zespół rockowy założony w 1985 roku przez Trevora Dunna (gitara basowa), Mike’a Pattona (śpiew), Treya Spruance’a (gitara elektryczna) i Jeda Wattsa (perkusja). Wattsa zastąpił później Danny Heifetz. Grupa łączyła wiele stylów muzycznych takich jak rock, jazz, funk czy muzyka folk. Jej teksty były często humorystyczne i groteskowe.
Członkowie zespołu (bez Pattona) założyli w 1994 instrumentalny zespół rockowy Secret Chiefs 3, którego muzyka charakteryzuje się silnym wpływem muzyki Bliskiego Wschodu.
W grudniu 2004 w magazynie Rolling Stone został opublikowany artykuł, w którym Mike Patton zasugerował możliwość rozpadu zespołu.
W roku 2019 zespół wznowił działalność, a do tria Patton, Dunn, Spruance dołączyli Scott Ian oraz Dave Lombardo. Zespół wykonywał na koncertach głównie materiał z dema The Raging Wrath of Easter Bunny. Zespół zapowiedział, że nie będzie wykonywał żadnych utworów wydanych przez Warner Bros.

## Dyskografia

### Demo
- The Raging Wrath of Easter Bunny (1986)
- Bowel of Chiley (1987)
- Goddamit I Love America (1988)
- OU818 (1989)

### Oficjalne płyty
- Mr. Bungle (Warner, 1991)
- Disco Volante (Warner, 1995)
- California (Warner, 1999)